# アラブ人キリスト教徒

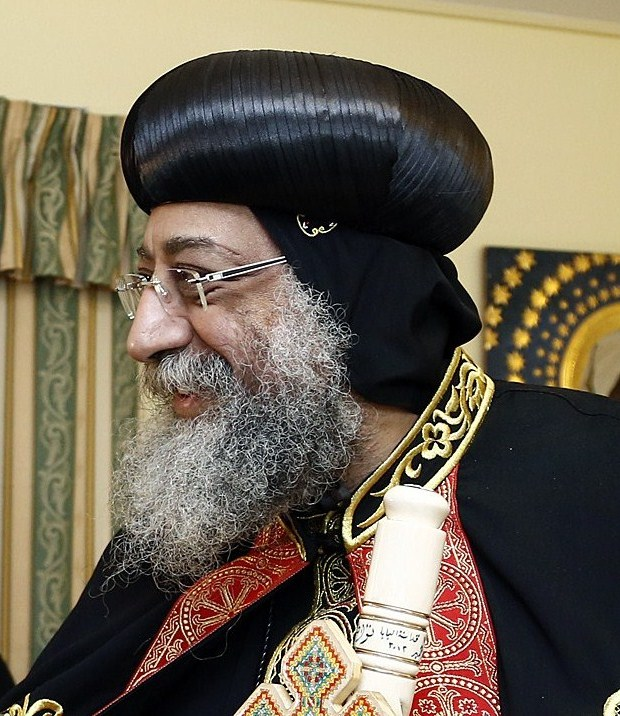
コプト正教会のアレクサンドリア教皇タワドロス2世（2013年6月3日撮影）。

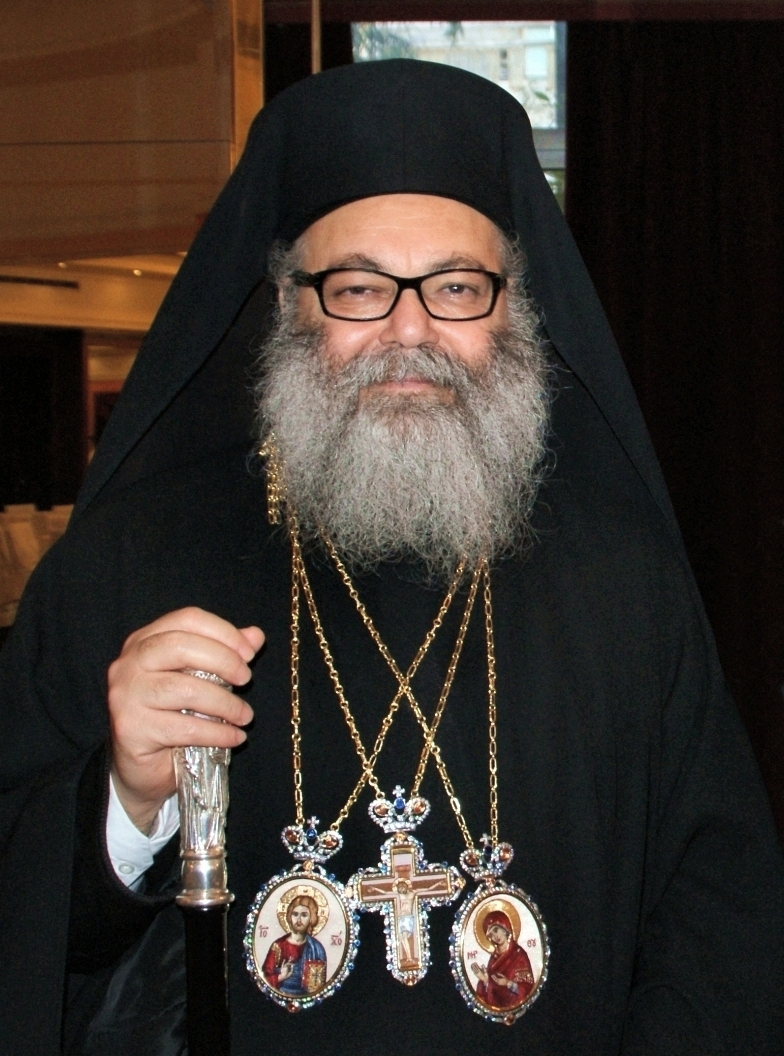
正教会のアンティオキア総主教イオアン10世（2013年2月18日撮影）。クロブークをかぶり、胸にパナギアをかけている。

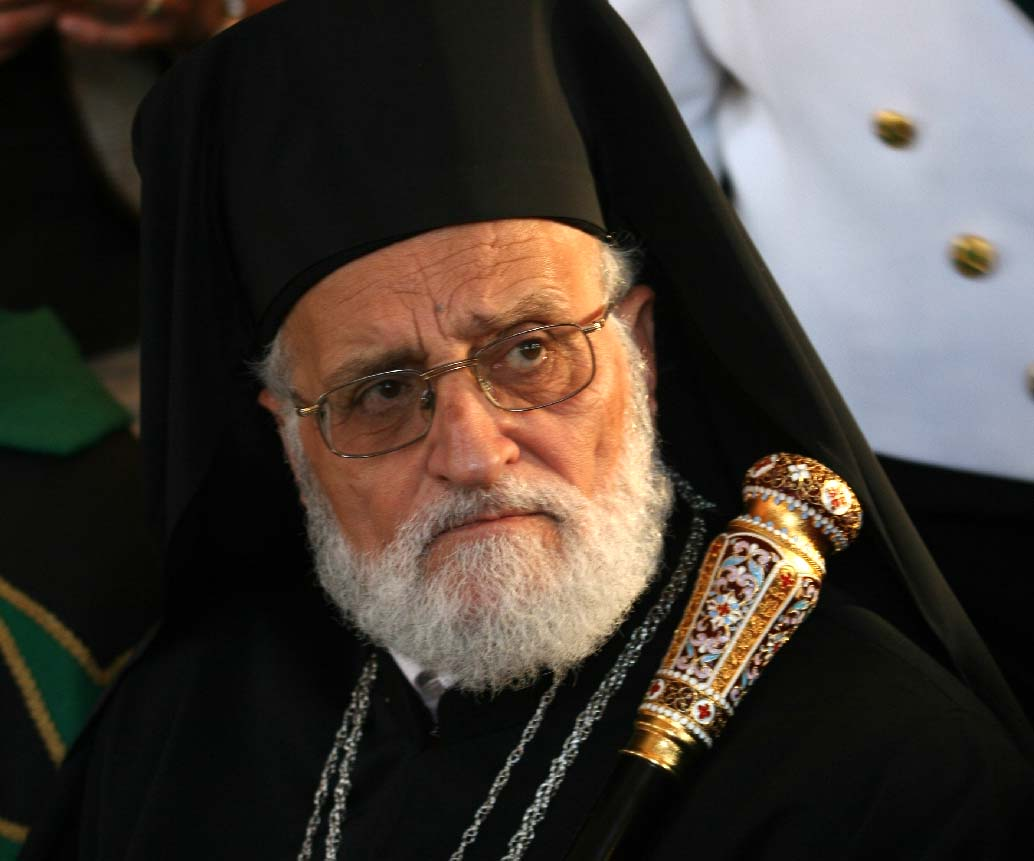
メルキト・ギリシャカトリック教会の総大司教グレゴリウス3世ラハム（2007年4月27日撮影）。クロブークをかぶっている。

本項はアラブ人と称され得るキリスト教徒を扱う。
「アラブ人キリスト教徒」（英語: Arab Christians）と言った場合、そもそも「アラブ人」とは何を指すのかが問題となる。「アラブ人」は、狭義にはアラビア半島に居住していたセム系遊牧民を指すが、近代以降、広義には、モーリタニアからイラン南西部に至るまで、北アフリカ（全マグリブ）、エジプトおよびスーダン、アラビア半島、シリア、イラクといった地域に住むアラビア語話者を指す。
本項ではこの定義のうち、後者、近代における広義のアラブ人たるキリスト教徒を扱う（ただしコプト正教会では礼拝にはコプト語が使われているなど、該当する人々全てがアラビア語のみを使用しているわけではない）。

## 信徒数・分布
| アラブ人キリスト教徒の国・地域別分布           |            | | |
| 国・地域                                       | 全人口     | キリスト教徒の割合 | 教派割合 |
| レバノン                                       | 400万人    | 34-41% | マロン典礼カトリック教会: 700,000 正教会: 200,000 メルキト・ギリシャカトリック教会: 150,000 |
| シリア                                         | 1800万人   | 5-9% | 正教会: 400,000 メルキト・ギリシャカトリック教会: 120,000 アルメニア使徒教会: 100,000 マロン典礼カトリック教会、プロテスタント: 少数                                                                       |
| パレスチナ（ヨルダン川西岸地区およびガザ地区） | 400万人    | 20% → 2% ? （イスラエル政府による抑圧とイスラム過激派の台頭により下落傾向にあるとされる）                                                                  | 正教会: 35,000 メルキト・ギリシャカトリック教会: 30,000 カトリック教会（ラテン典礼）: 25,000 コプト正教会、プロテスタント: 少数                                                                            |
| イスラエル                                     | 782万人 ？ | 2% ？ | 正教会: 115,000 メルキト・ギリシャカトリック教会: 30,000 カトリック教会（ラテン典礼）: 20,000 アルメニア使徒教会: 4,000 聖公会: 3,000 シリア正教会: 2,000                                                  |
| エジプト                                       | 8690万人   | 10% | コプト正教会: 750万人 正教会: 350,000 コプト・カトリック教会: 200,000 プロテスタント: 200,000 アルメニア使徒教会、メルキト・ギリシャカトリック教会、マロン典礼カトリック教会、シリア・カトリック教会: 少数 |
| イラク                                         | 2700万人   | 6%, 5% → 1% ? （キリスト教徒ながら要職にあったターリク・ミハイル・アズィーズのような事例もあったサッダーム・フセイン政権の崩壊後、下落傾向にあるとされる） | カルデア・カトリック教会: 350,000 – 500,000 アルメニア使徒教会: 32,000 – 50,000 アッシリア東方教会: 30,000 正教会、（カルデア・カトリックではない）東方典礼カトリック教会、プロテスタント: 数千人          |
| ヨルダン                                       | 793万人    | 2.2% （ヨルダン政府は比較的寛容な姿勢をキリスト教徒に対してとっていたが、2008年頃から徐々に迫害が強まっているとされる）                                    | 正教会: 100,000 カトリック教会（ラテン典礼）: 30,000 メルキト・ギリシャカトリック教会: 10,000 プロテスタント（福音派）: 12,000                                                                             |